# Escelidoteri

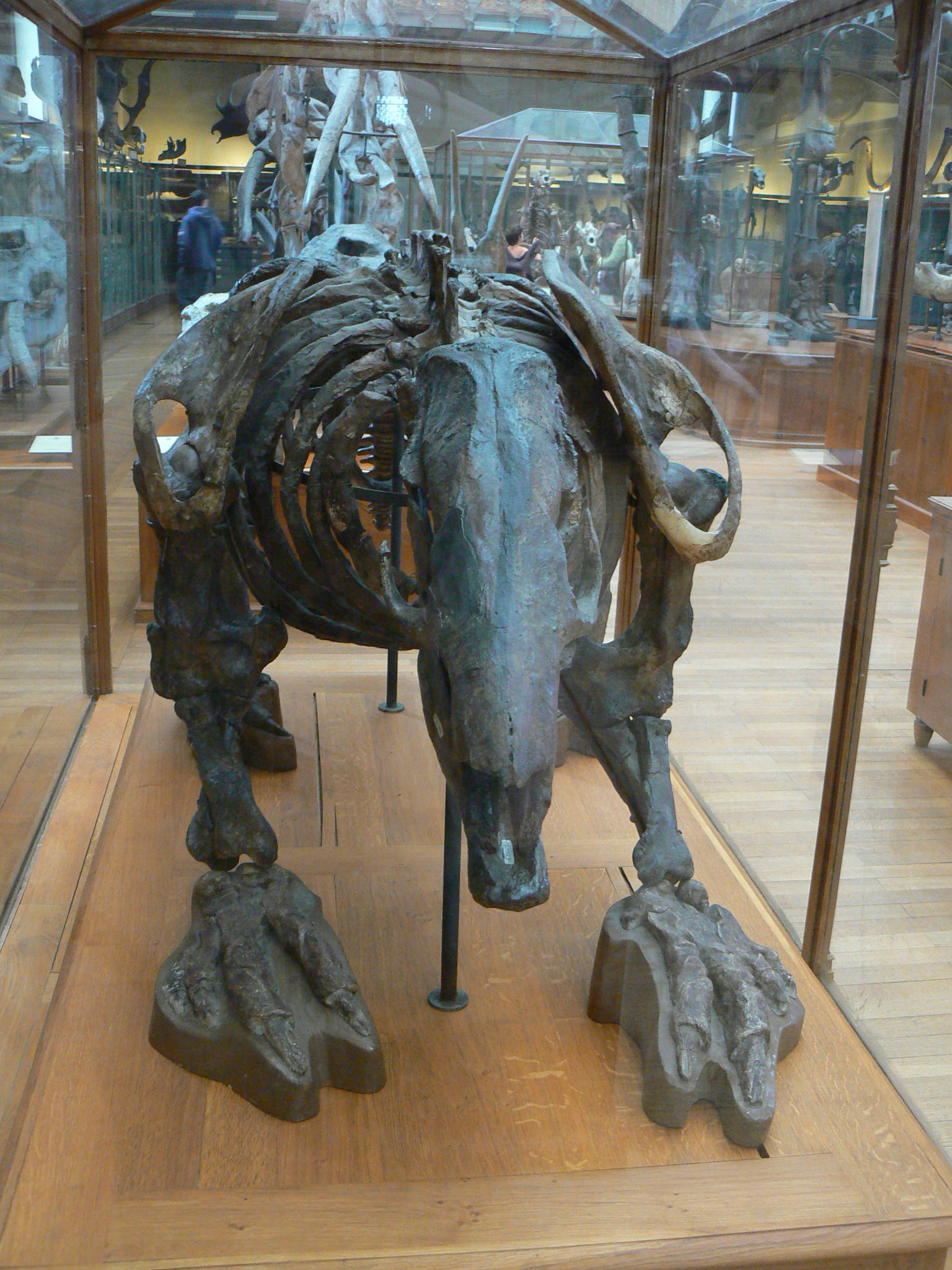
Fòssil d'un escelidoteri vist frontalment

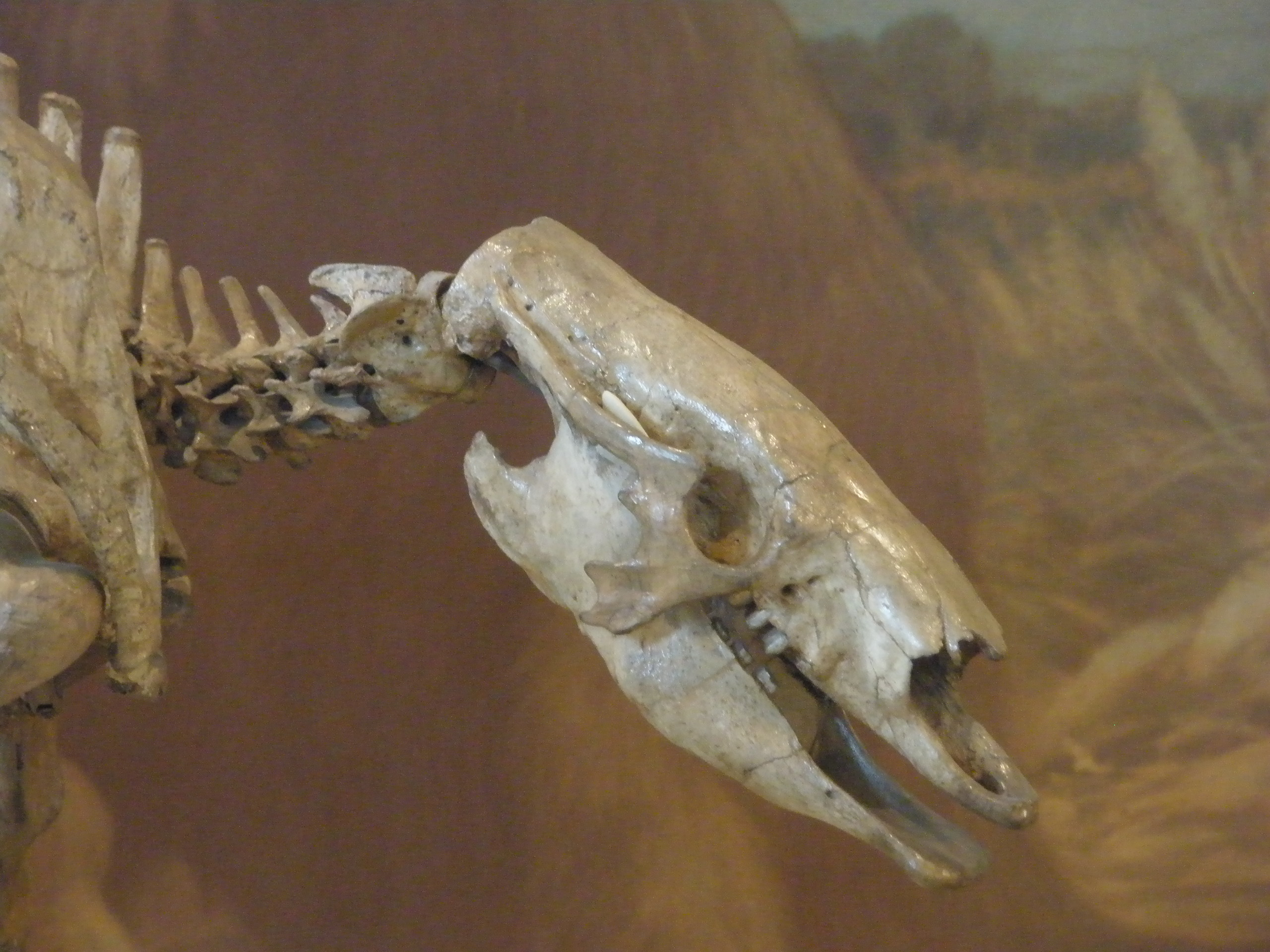
El crani d'un escelidoteri

L'escelidoteri (Scelidotherium) fou un xenartre prehistòric del grup dels peresosos gegants del Plistocè inferior.
Les primeres descripcions foren realitzades per Charles Darwin a la Bahía Blanca, Sud-amèrica en el viatge en el Beagle. Vessant-se en els cranis vèrtebres i costelles Richard Owen el classificà com a animal pesat de marxa lenta. Posseïa un cap relativament petit i amb grans urpes.
Descobriments posterior han aconseguit reconstruir per complet l'animal i determinar la seva enorme mida comparable amb Mylodon.